# Чок, Сара
Сара Луиза Кристина Чок (часто ошибочно называемая Чалк, англ. Sarah Louise Christine Chalke, род. 27 августа 1976) — канадско-американская актриса, наиболее известная по роли доктора Эллиот Рид в ситкоме NBC «Клиника».

## Ранние годы
Сара Чок родилась в Оттаве, Онтарио и выросла в Ванкувере, Британская Колумбия. Сара была средней из трёх дочерей Дугласа и Энджи Чок. Мать Сары родом из Ростока, Германия. Сара посещала немецкую школу в своём родном городе дважды в неделю. Её родной язык — английский, также она свободно говорит на французском и бегло на немецком. Чок окончила Хэндсвортскую Среднюю Школу (англ. Handsworth High School) в Северном Ванкувере в 1994 году.
Отец Сары занимается частной юридической практикой в Ванкувере. Также её родители управляют агентством по усыновлению, которое специализируется на поселении иностранных сирот (преимущественно китайской национальности) в канадские семьи. Старшая сестра Сары, Наташа, также занимается юриспруденцией.

## Карьера
Карьера Сары Чок в качестве актрисы началась в возрасте восьми лет, когда она начала появляться в различных мюзиклах. В 12 она стала репортёром канадского детского шоу KidZone. В 1993 году Сара получила роль Бекки Коннер-Хили в сериале «Розанна»; также Сара появлялась в эпизодической роли в этом же шоу (эпизод Halloween: The Final Chapter от 31 октября 1995 года). Затем Сара ненадолго вернулась в Канаду, где снялась в телевизионной драме «Ковбоям всегда мало» (1998—1999).
С 2001 по 2010 годы исполняла роль доктора Эллиот Рид в комедийном сериале NBC «Клиника». Сара сыграла в нескольких фильмах, включая «Эрнест в школе» и «Лакомый кусочек», а также в девяти эпизодах сериала «Как я встретил вашу маму». Кроме того, она появилась в программе Channel 101 под названием The Bu, где вместе с участниками группы The Lonely Island пародировала известный сериал «Одинокие сердца», в титрах она фигурировала как «Памела Фэнтон».
Тётя и бабушка Чок умерли от злокачественной опухоли молочной железы, которую сложно определить на ранних стадиях. После этого Сара всерьёз обеспокоилась угрозой подобных опухолей, и в 2006 году снялась в фильме канала Lifetime «С помадой на губах».
В 2008 году Чок стала представительницей линии женского нижнего белья Hanes и снялась в серии рекламных роликов, режиссёром которых стал её коллега по «Клинике» Зак Брафф.
В 2013 году исполняла главную роль в ситкоме «Как прожить с родителями всю оставшуюся жизнь».

## Личная жизнь
Обручена с адвокатом Джейми Афифи, от которого 24 декабря 2009 года родила мальчика, Чарли Родеса Афифи. 12 апреля 2016 года стало известно, что пара ожидает появления своего второго ребёнка. В мае 2016 года Сара родила дочь Фрэнки.
В апреле 2008 года Чок стала гражданкой США.

## Фильмография

### Кино
| Год  | Название на русском         | Оригинальное название    | Роль                                 | Примечания                           |
| ---- | --------------------------- | ------------------------ | ------------------------------------ | ------------------------------------ |
| 1994 | Эрнест в школе              | Ernest Goes to School    | Мейси                                |                                      |
| 1999 | 2000: Момент Апокалипсиса   | Y2K                      | Мира Солджев                         |                                      |
| 1999 | —                           | All Shook Up             | Кэти Дадстон                         |                                      |
| 2000 | Золушка: Опять одна         | Cinderella: Single Again | Золушка                              |                                      |
| 2000 | —                           | Spin Cycle               | Тесс                                 |                                      |
| 2001 | Убей меня позже             | Kill Me Later            | Линда                                |                                      |
| 2001 | Максимальный экстрим        | XCU: Extreme Close Up    | Джейн Беннетт                        |                                      |
| 2005 | Алхимия чувств              | Alchemy                  | Саманта Роуз                         |                                      |
| 2005 | Лакомый кусочек             | Cake                     | Джейн                                |                                      |
| 2007 | Маменькин сынок             | Mama’s Boy               | Майя                                 |                                      |
| 2008 | Теория хаоса                | Chaos Theory             | Пола Кроу                            |                                      |
| 2008 | Восьмая поправка: Мюзикл    | Prop 8: The Musical      | жуткая девушка из католической школы | короткометражный фильм               |
| 2015 | —                           | Bummed                   | Дениз                                | короткометражный фильм               |
| 2016 | Несносные леди              | Mother’s Day             | Гэби                                 |                                      |
| 2016 | После реалити-шоу           | After the Reality        | Кейт                                 |                                      |
| 2017 | Олаф и холодное приключение | Olaf’s Frozen Adventure  | дополнительные голоса                | короткометражный мультфильм; озвучка |

### Телевидение
| Год        | Название на русском                           | Оригинальное название                                    | Роль                                    | Примечания                                      |
| ---------- | --------------------------------------------- | -------------------------------------------------------- | --------------------------------------- | ----------------------------------------------- |
| 1992       | Одиссея                                       | The Odyssey                                              | риэлтор                                 | эпизод: A Place Called Nowhere                  |
| 1992       | Неоновый всадник                              | Neon Rider                                               | Энни                                    | эпизод: Labour Day                              |
| 1992       | Городской                                     | City Boy                                                 | Анжелика                                | телефильм                                       |
| 1993       | Мысли в тумане                                | Relentless: Mind of a Killer                             | Кэрри                                   | телефильм                                       |
| 1993       | Женщина на грани                              | Woman on the Ledge                                       | Элизабет                                | телефильм                                       |
| 1993—2018  | Розанна                                       | Roseanne                                                 | Бекки Коннер-Хили / Андреа              | основная роль                                   |
| 1994       | Одержимость                                   | Beyond Obsession                                         | Лора Сойер                              | телефильм                                       |
| 1996       | Робин из Локсли                               | Robin of Locksley                                        | Мэрион Фитсуотер                        | телефильм                                       |
| 1996       | Впереди                                       | Dead Ahead                                               | Хизер Лок                               | телефильм                                       |
| 1996       | Против страха                                 | Stand Against Fear                                       | Криста Уилсон                           | телефильм                                       |
| 1997       | Желание ребенка                               | A Child’s Wish                                           | Мелинда                                 | телефильм                                       |
| 1997       | Ценою жизни                                   | Dying to Belong                                          | Дреа Дейвенпорт                         | телефильм                                       |
| 1997       | Убийца нашей матери                           | Our Mother’s Murder                                      | Энни Моррелл                            | телефильм                                       |
| 1997       | Пистолет мертвеца                             | Dead Man’s Gun                                           | Мюриел Джейкс                           | эпизод: The Bounty Hunter                       |
| 1998       | Ковбоям всегда мало                           | Nothing Too Good for a Cowboy                            | Глория Макинтош                         | телефильм                                       |
| 1998       | Я ждала тебя                                  | I’ve Been Waiting For You                                | Сара Золтейн                            | телефильм                                       |
| 1998—1999  | Ковбоям всегда мало                           | Nothing Too Good for a Cowboy                            | Глория Хобсон                           | основная роль                                   |
| 1999       | Первая волна                                  | First Wave                                               | Хлоя Уэллс                              | эпизод: The Channel                             |
| 2001—2010  | Клиника                                       | Scrubs                                                   | доктор Эллиот Рид                       | основная роль                                   |
| 2002       | Очень маппетовское рождественское кино        | It’s a Very Merry Muppet Christmas Movie                 | доктор Эллиот Рид                       | телефильм                                       |
| 2002—2003  | Школа клонов                                  | Clone High                                               | Мария-Антуанетта / экстремальная Эрин   | мультсериал; 3 эпизода, озвучка                 |
| 2003—2004  | —                                             | The Bu                                                   | Мелисса                                 | основная роль                                   |
| 2005       | —                                             | Awesometown                                              | Мелисса                                 | короткометражный телефильм                      |
| 2006       | С помадой на губах                            | Why I Wore Lipstick To My Mastectomy                     | Джералин Лукас                          | телефильм                                       |
| 2007       | Субботним вечером в прямом эфире              | Saturday Night Live                                      | доктор Эллиот Рид                       | не указана в титрах                             |
| 2008       | Клиника: Интерны                              | Scrubs: Interns                                          | доктор Эллиот Рид                       | эпизод: Our Bedside Manner                      |
| 2008—2014  | Как я встретил вашу маму                      | How I Met Your Mother                                    | Стелла Зинман                           | роль второго плана                              |
| 2009       | Людоедка                                      | Maneater                                                 | Кларисса Алперт                         | мини-сериал; 2 эпизода                          |
| 2009       | Свежий бит                                    | The Fresh Beat Band                                      | добрая ведьма                           | 2 эпизода                                       |
| 2009       | Приготовление и начало                        | Prep & Landing                                           | Мэги                                    | короткометражный мультфильм; озвучка            |
| 2010       | Секретная служба Санты: Подарок на Рождество  | Prep & Landing Stocking Stuffer: Operation: Secret Santa | Мэги                                    | короткометражный мультфильм; озвучка            |
| 2010       | —                                             | Team Spitz                                               | Алиша                                   | телефильм                                       |
| 2010       | —                                             | Freshmen                                                 | Джейн                                   | телефильм                                       |
| 2011       | Безумная любовь                               | Mad Love                                                 | Кейт Суонсон                            | основная роль                                   |
| 2011       | Секретная служба Санты: Шалуны против Паинек  | Prep & Landing: Naughty vs. Nice                         | Мэги                                    | короткометражный мультфильм; озвучка            |
| 2011—2017  | Американский папаша!                          | American Dad!                                            | Мередит / Кэм                           | 2 эпизода; озвучка                              |
| 2012       | Специальный агент Осо                         | Special Agent Oso                                        | мама                                    | эпизод: The Manny with the Golden Bear; озвучка |
| 2012       | Город хищниц                                  | Cougar Town                                              | Энджи                                   | 4 эпизода                                       |
| 2012       | Робоцып                                       | Robot Chicken                                            | первый раптор / жена Харольда / женщина | эпизод: Disemboweled by an Orphan; озвучка      |
| 2013       | Анатомия страсти                              | Grey’s Anatomy                                           | Кейси Хеджес                            | эпизод: Can’t Fight This Feeling                |
| 2013       | Как прожить с родителями всю оставшуюся жизнь | How to Live with Your Parents for the Rest of Your Life  | Полли Грин-Тэтем                        | основная роль                                   |
| 2013—н. в. | Рик и Морти                                   | Rick and Morty                                           | Бет Смит                                | основная роль; озвучка                          |
| 2014       | —                                             | Really                                                   | Лори                                    | эпизод: Pilot                                   |
| 2015       | Бэкстром                                      | Backstrom                                                | Эми Газаниан                            | роль второго плана                              |
| 2015       | Непригодные для свиданий                      | Undateable                                               | в роли самой себя                       | эпизод: A Rock and a Hard Place Walk Into a Bar |
| 2015       | —                                             | Tit for Tat                                              | Сара                                    | эпизод: Booby Scare 2                           |
| 2015       | —                                             | 48 Hours 'til Monday                                     | безымянная роль                         | телефильм                                       |
| 2016       | Энджи Трайбека                                | Angie Tribeca                                            | миссис Парсонс                          | эпизод: The Famous Ventriloquist Did It         |
| 2016       | Внутри Эми Шумер                              | Inside Amy Schumer                                       | Эми № 2                                 | эпизод: Psychopath Test                         |
| 2016—2018  | Закон Мёрфи                                   | Milo Murphy’s Law                                        | миссис Муравски / мисс Муравски         | 4 эпизода; озвучка                              |
| 2017—2018  | Просто нет слов                               | Speechless                                               | Мелани                                  | 3 эпизода                                       |
| 2018       | Никто                                         | Nobodies                                                 | в роли самой себя                       | эпизод: Alone Star State                        |
| 2018       | Полиция Парадайз                              | Paradise PD                                              | Джина Джабовски                         | основная роль; озвучка                          |
| 2018       | Коннеры                                       | The Conners                                              | Андреа                                  | эпизод: One Flew Over the Conners' Nest         |